# Масленков Ігор Леонідович
Масленко́в І́гор Леоні́дович (21 червня 1919, Київ — 18 жовтня 1992, Київ) — український радянський архітектор, член Спілки архітекторів України з 1961 року.

## Біографія
Народився в м. Києві, з 1927 року навчався в середній школі № 57. У 1938–1941 роках навчався на архітектурному факультеті Київського державного художнього інституту.
24 червня 1941 року був призваний до діючої армії, учасник Німецько-радянської війни. Брав участь у обороні Києва, потрапив у оточення. Після виходу з оточення і знаходження в спецтаборі НКВС був відправлений на фронт у складі штрафного підрозділу, після поранення всі звинувачення з нього були зняті. Брав участь у боях у Східній Пруссії, у бойових діях проти Японії, 1943 року отримав контузію. 1944 року нагороджений медаллю «За бойові заслуги». 
Після демобілізації в червні 1946 року повернувся до Києва, продовжив навчання в Київському державному художньому інституті, який закінчив у 1949 році за спеціальністю архітектор-художник. З серпня 1949 року — архітектор, старший архітектор, головний архітектор (з 1960 року) Київської філії Метрогіпротранс — «Київметропроект».
З 1979 року на пенсії.
Помер 1992 року після тривалої хвороби, похований у Києві.

## Творчий доробок

### Станції метрополітену
Архітектор — автор проєктів станцій Київського метрополітену (у складі авторських колективів):
- «Хрещатик» (1960, спільно з архітекторами А. В. Добровольським, М. С. Коломійцем, В. Д. Єлізаровим, Г. І. Гранаткіним, С. Й. Крушинським, Ю. В. Кисличенком за участю Ф. М. Заремби та Н. М. Щукіної) — пам'ятка архітектури місцевого значення; наземний вестибюль станції на вулиці Хрещатик (1960, спільно з архітекторами А. В. Добровольським, В. Д. Єлізаровим); вестибюль другого виходу на Інститутську вулицю (1965, спільно з Ю. Б. Тягном).
- «Вокзальна» (1960, наземний вестибюль, спільно з А. В. Добровольським) — пам'ятка архітектури місцевого значення.
- «Гідропарк», «Лівобережна», «Дарниця» (1965, спільно з В. С. Богдановським).
- «Чернігівська» (1968, спільно з В. С. Богдановським, Т. О. Целіковською).
- «Берестейська», «Нивки» (1971, спільно з Б. І. Приймаком, В. С. Богдановським, Т. О. Целіковською).
- «Майдан Незалежності» (1976, спільно з М. С. Коломійцем, М. М. Сиркіним, Ф. М. Зарембою).
- «Поштова площа» (спільно з В. С. Богдановським, Т. О. Целіковською, А. С. Крушинським).
- «Контрактова площа» (1976, спільно з Б. І. Приймаком, Ф. М. Зарембою).
- «Тараса Шевченка», «Почайна» (1980, спільно з архітекторами Т. О. Целіковською, А. С. Крушинським, О. М. Працюком).

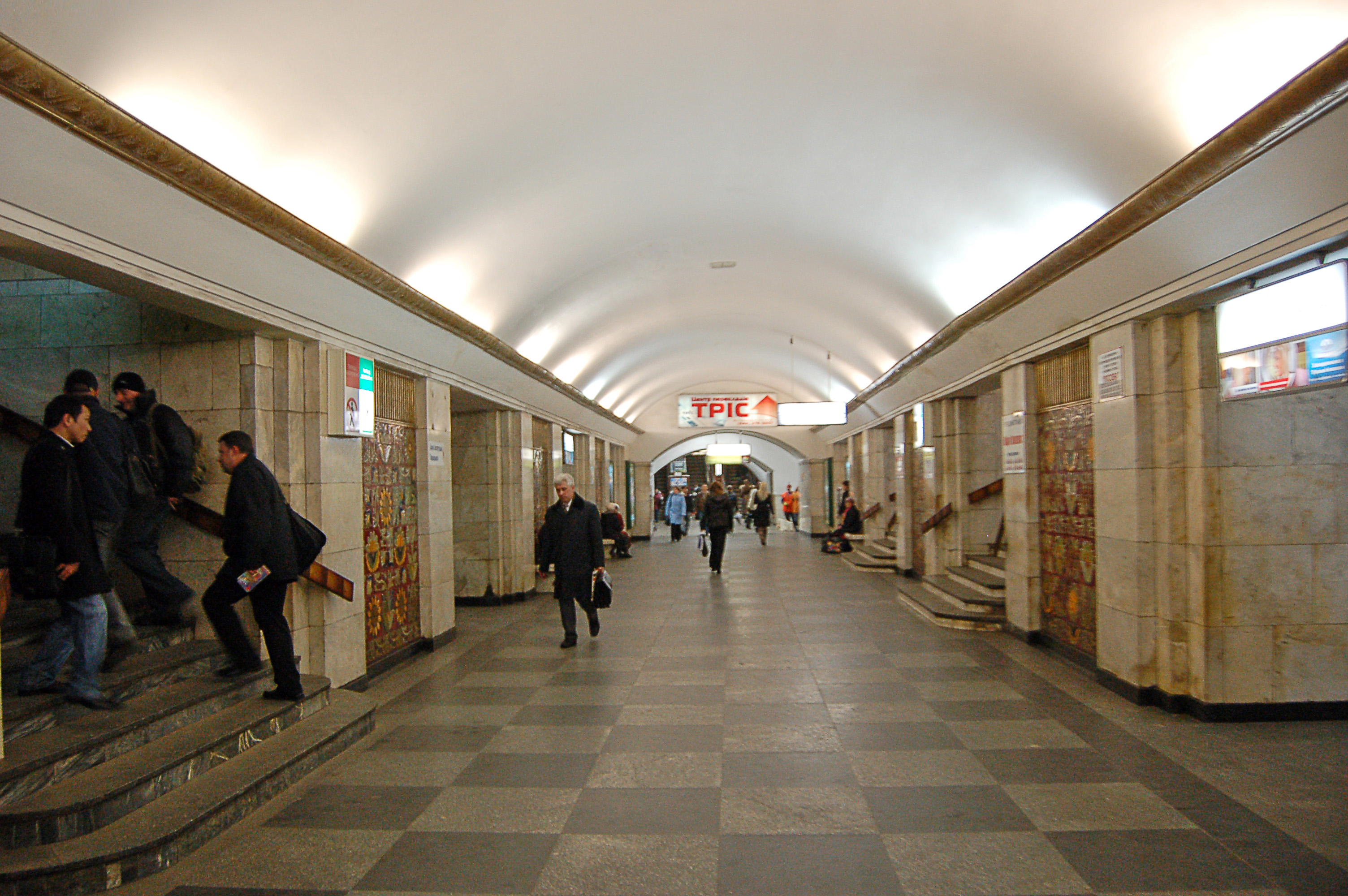
Станція метро «Хрещатик»
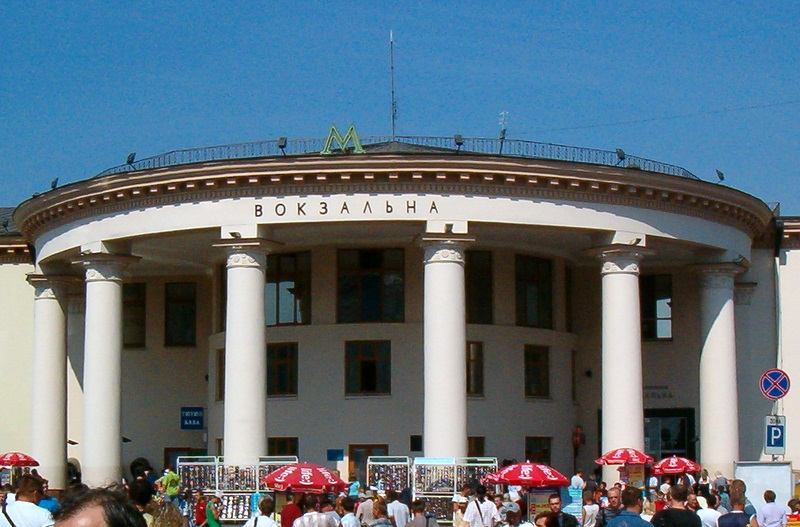
Наземний вестибюль станції метро «Вокзальна»
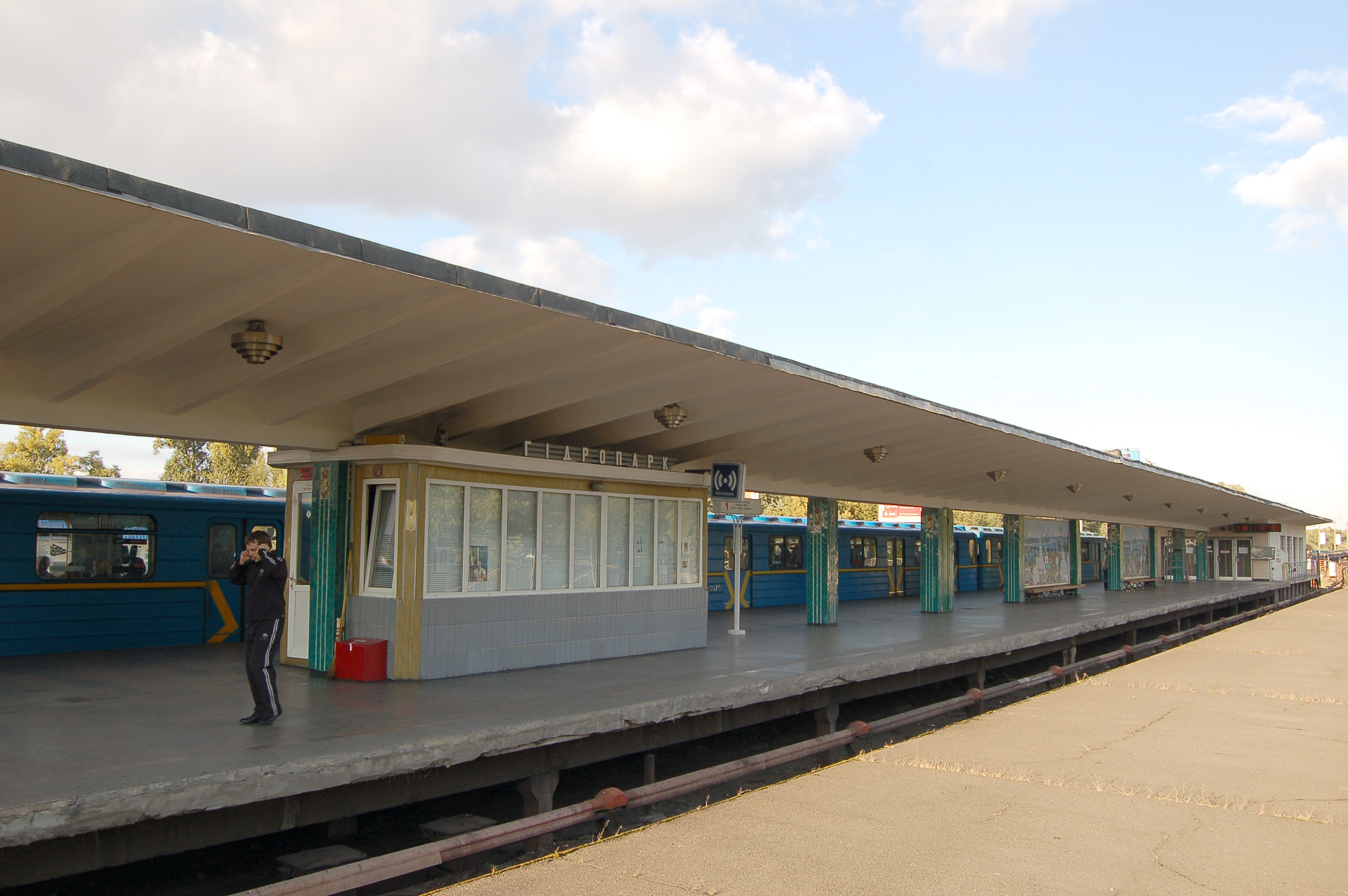
Станція метро «Гідропарк»
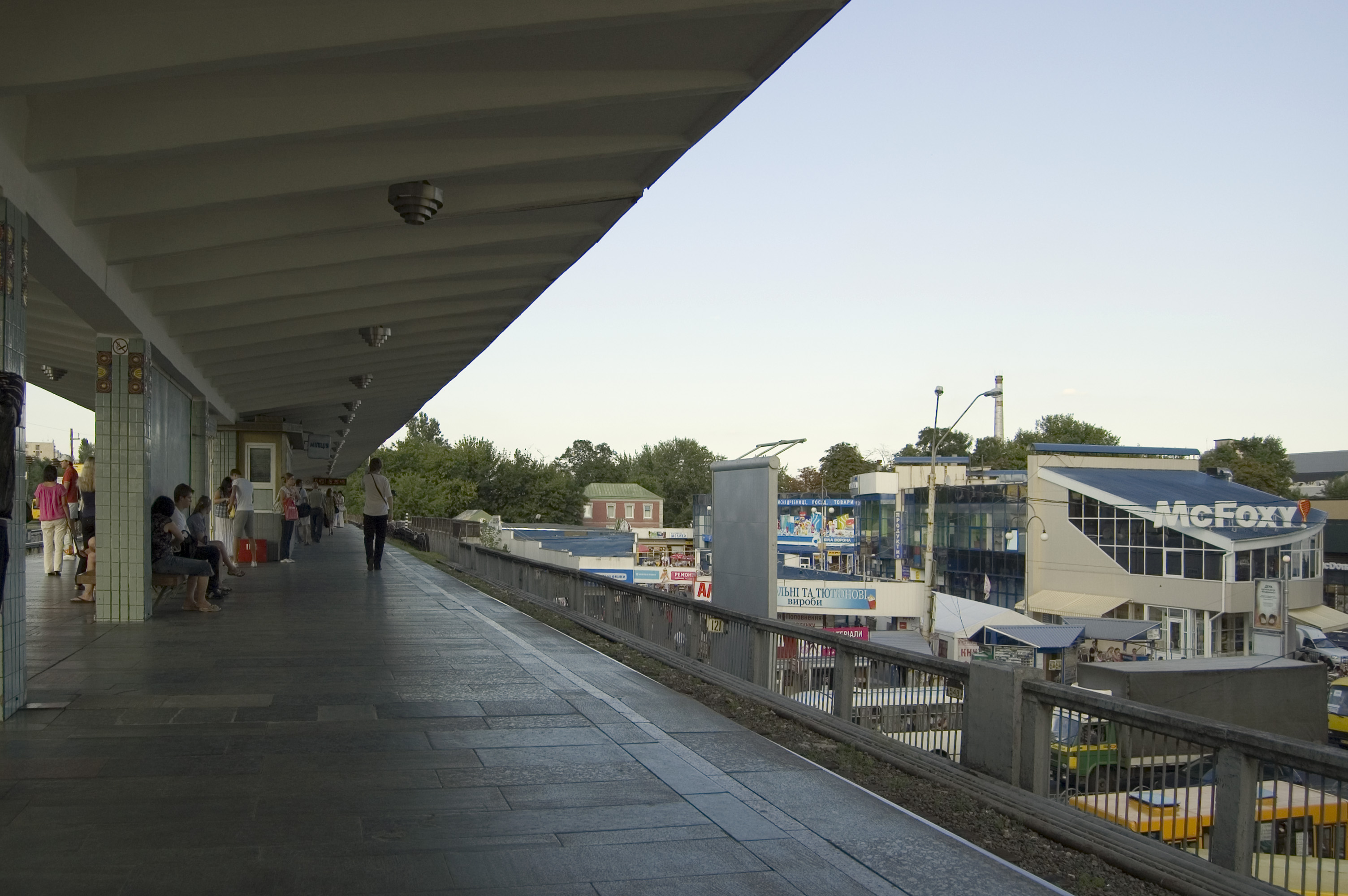
Станція метро «Лівобережна»
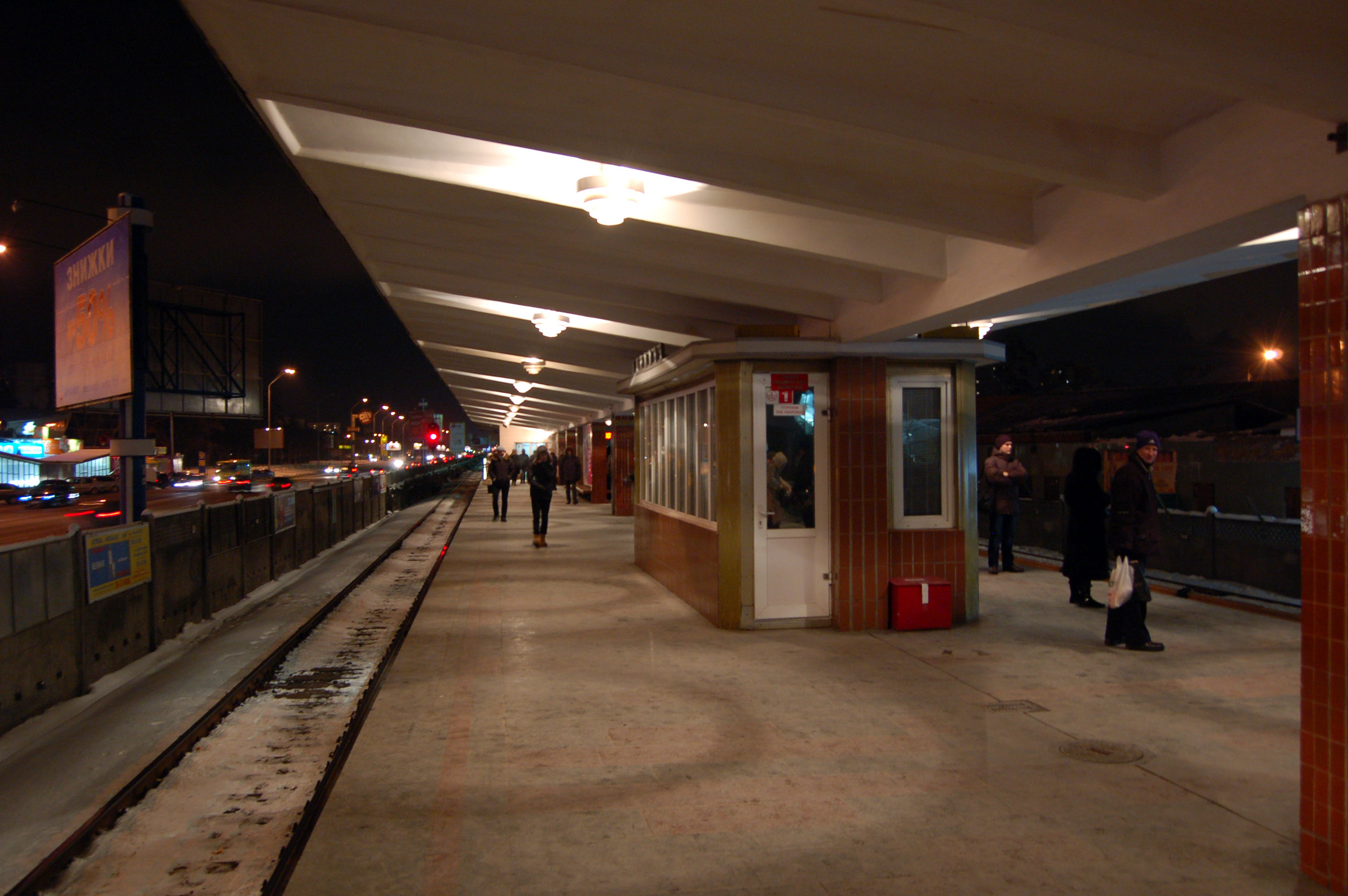
Станція метро «Дарниця»
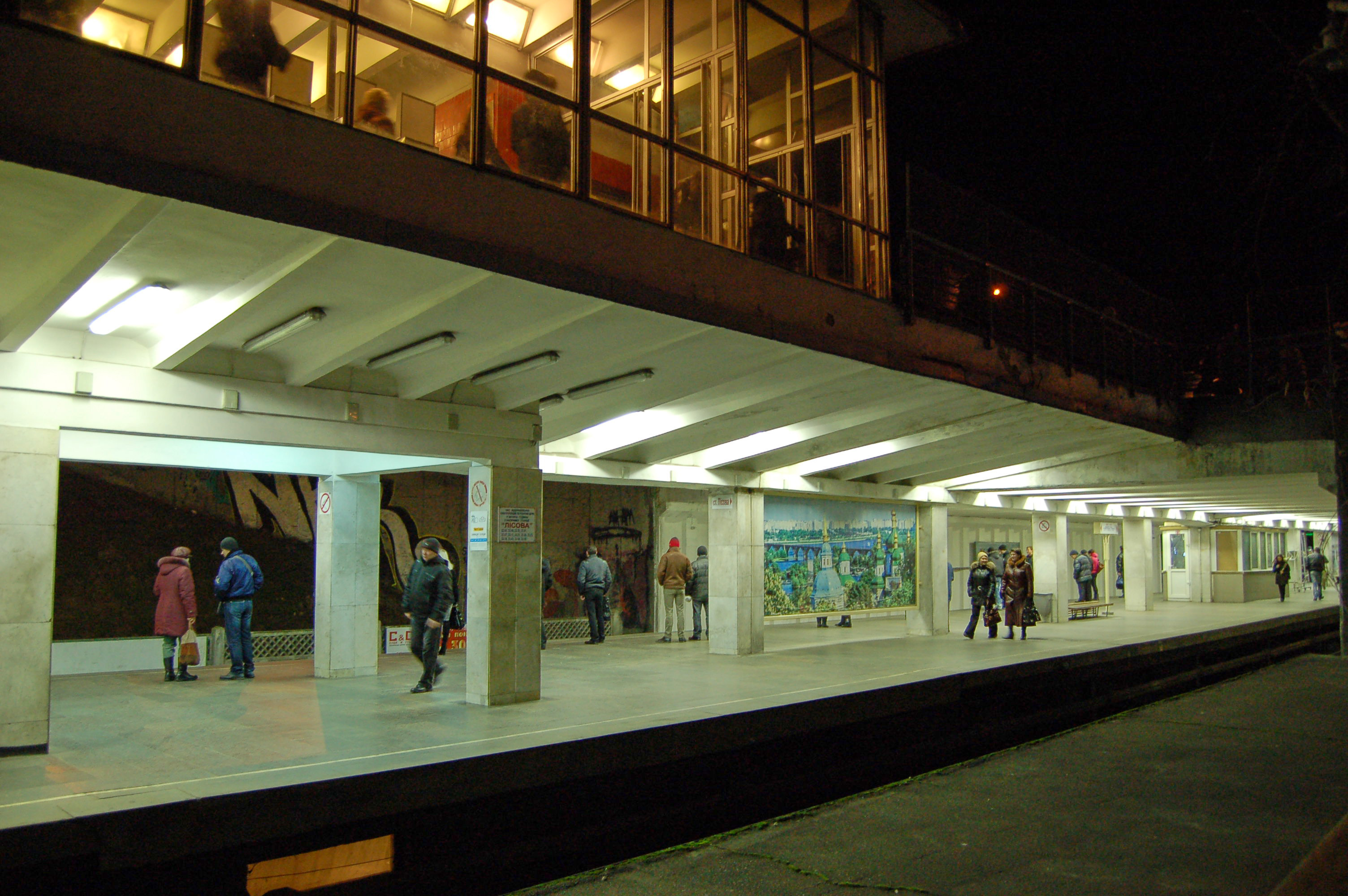
Станція метро «Чернігівська»
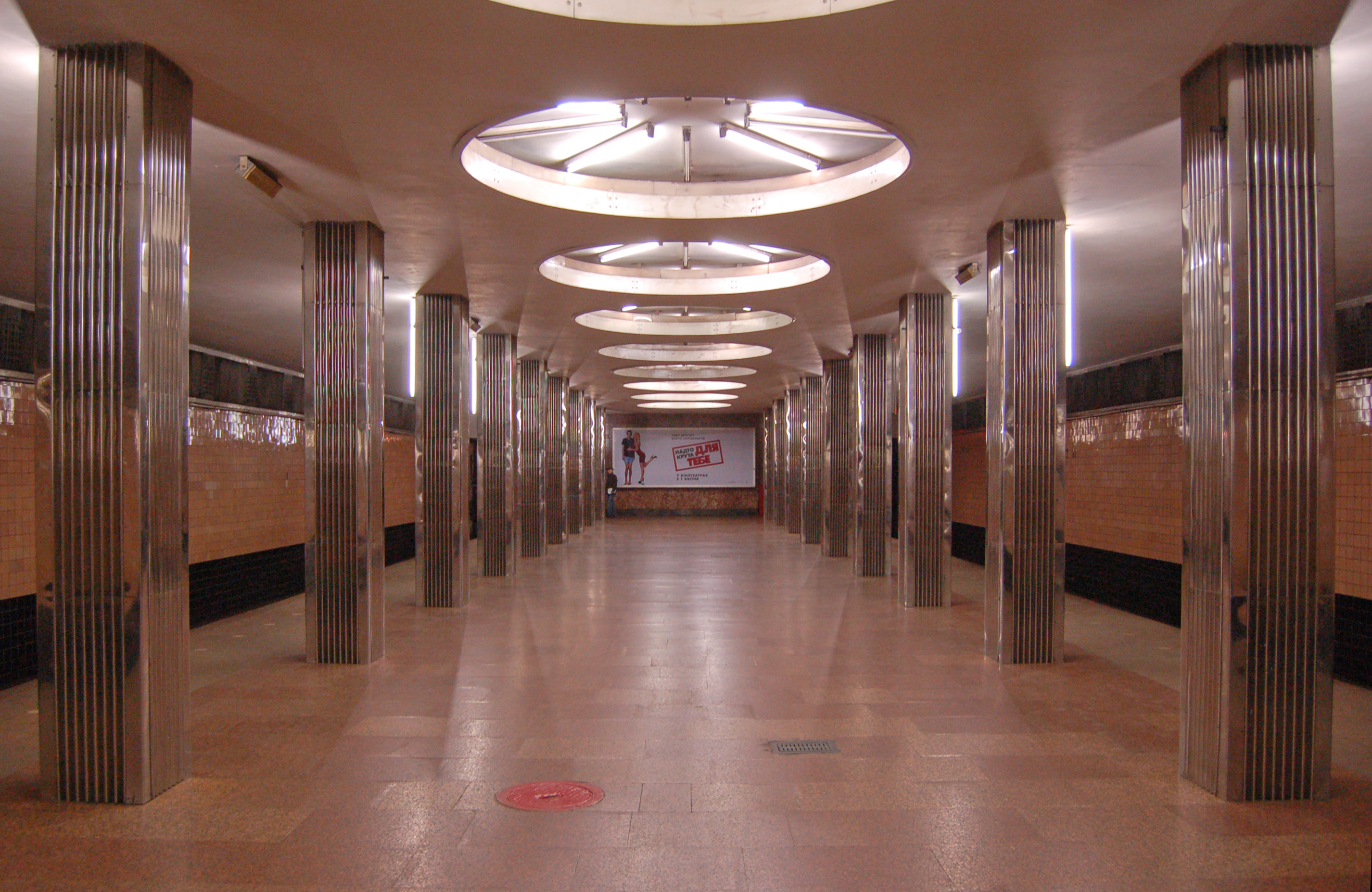
Станція метро «Берестейська»
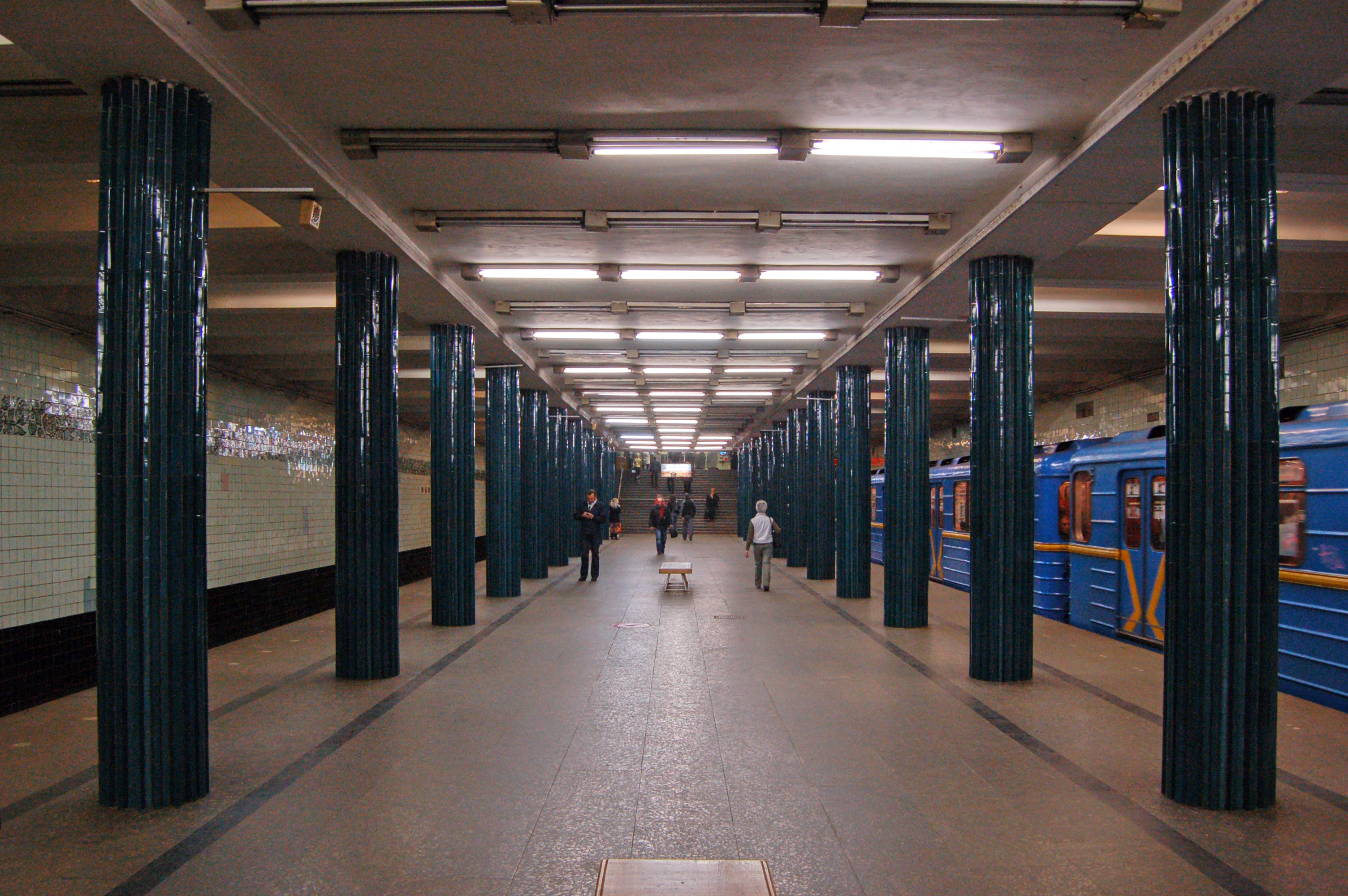
Станція метро «Нивки»
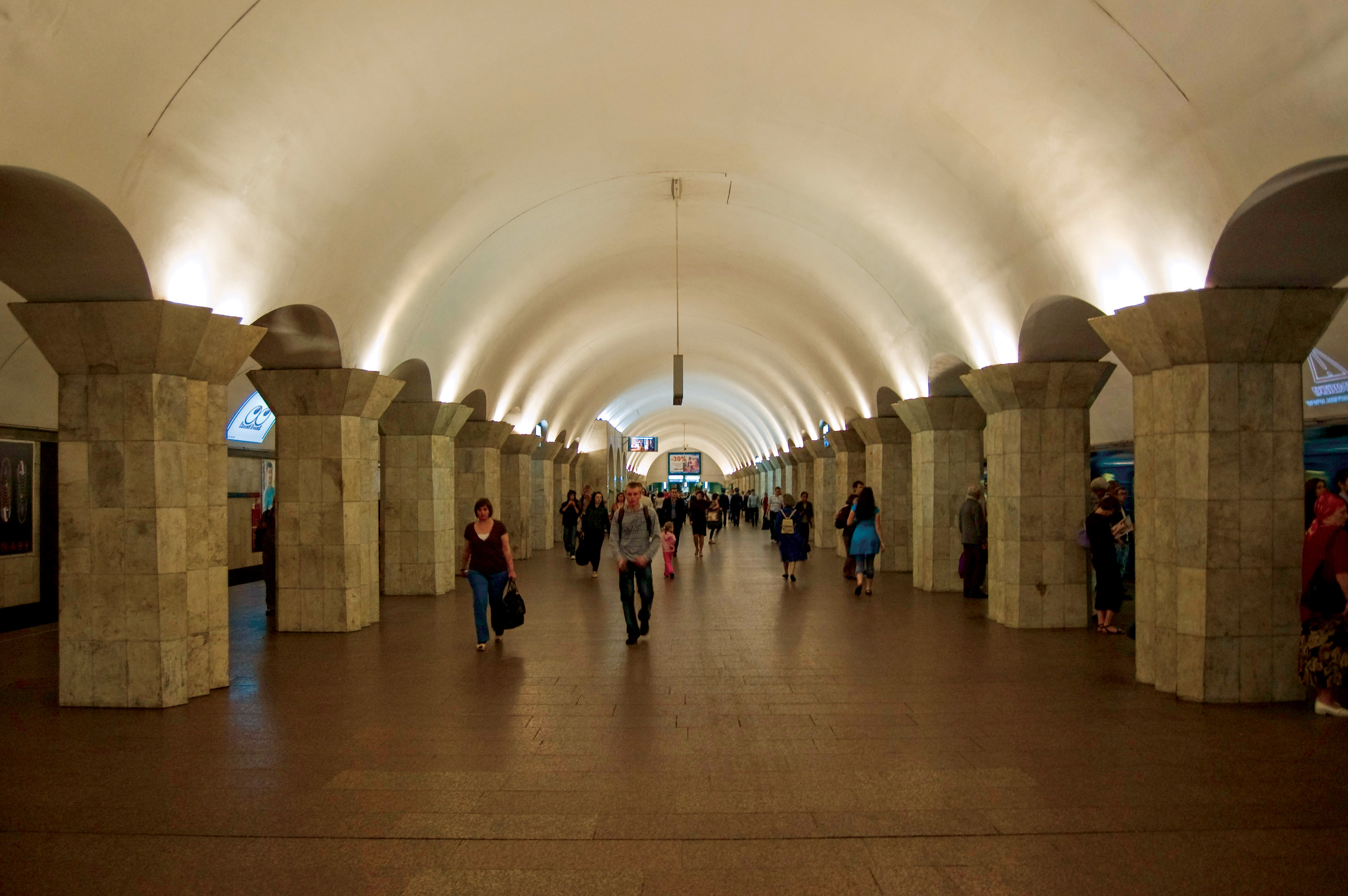
Станція метро «Майдан Незалежності»
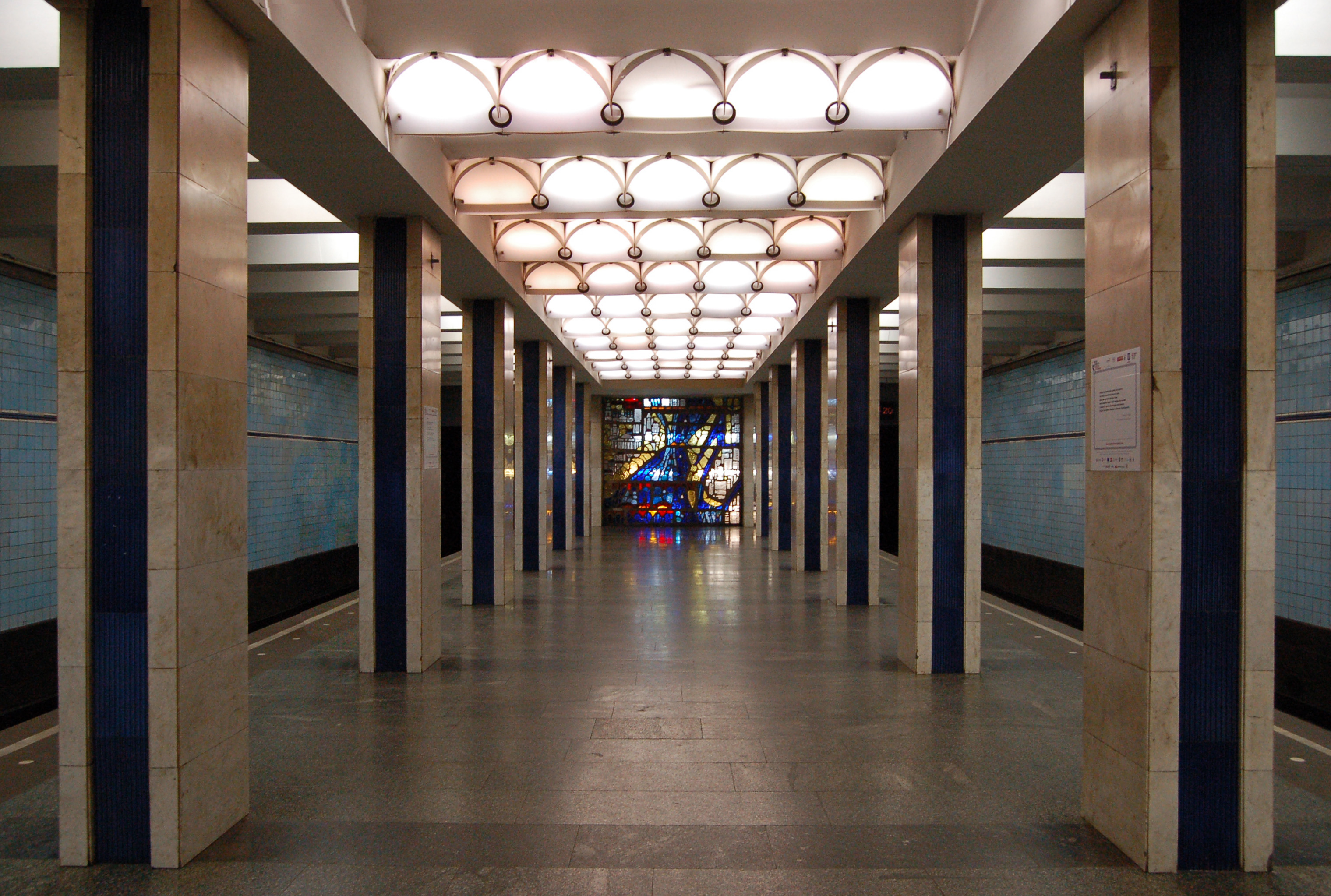
Станція метро «Поштова площа»
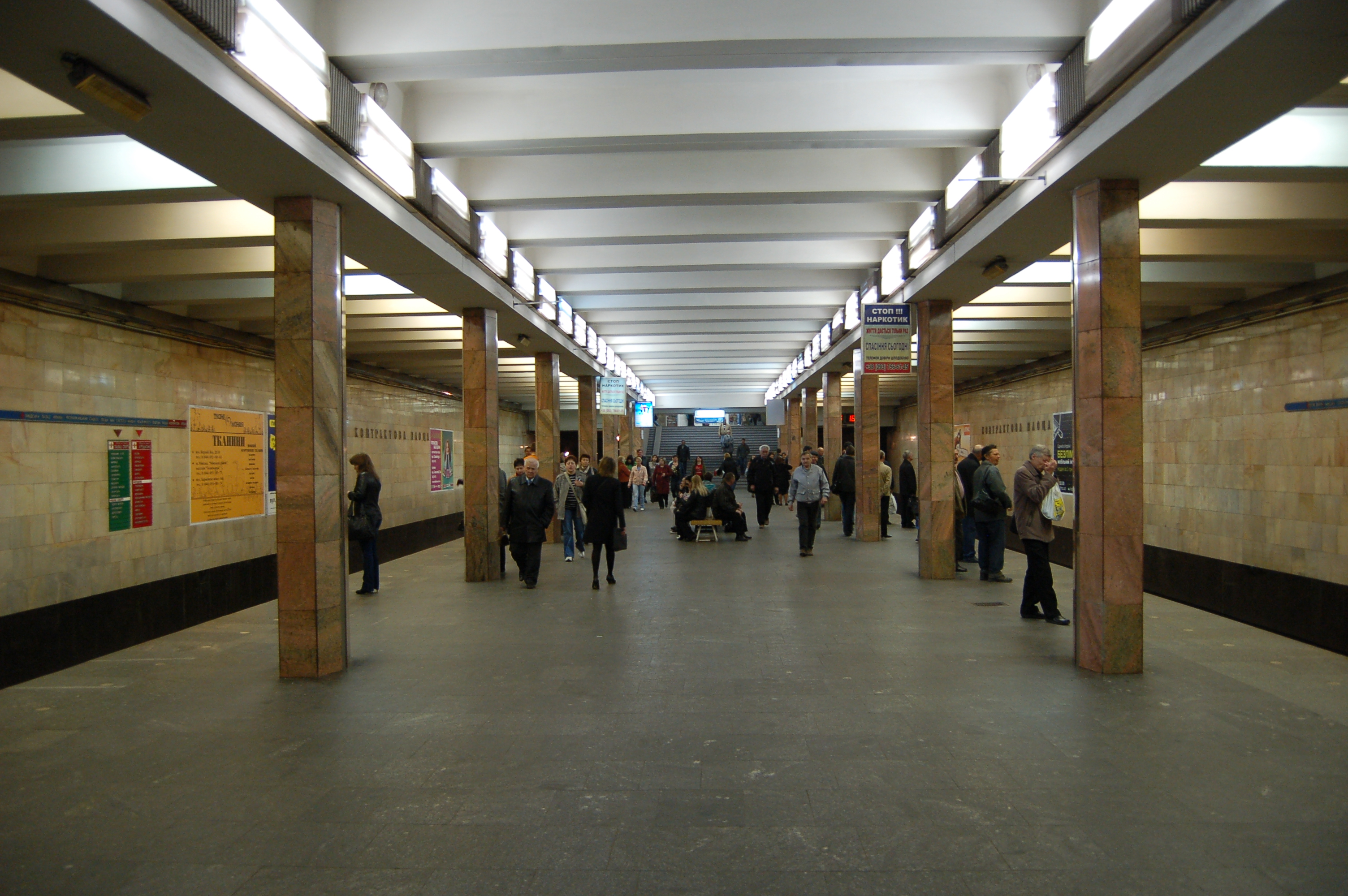
Станція метро «Контрактова площа»
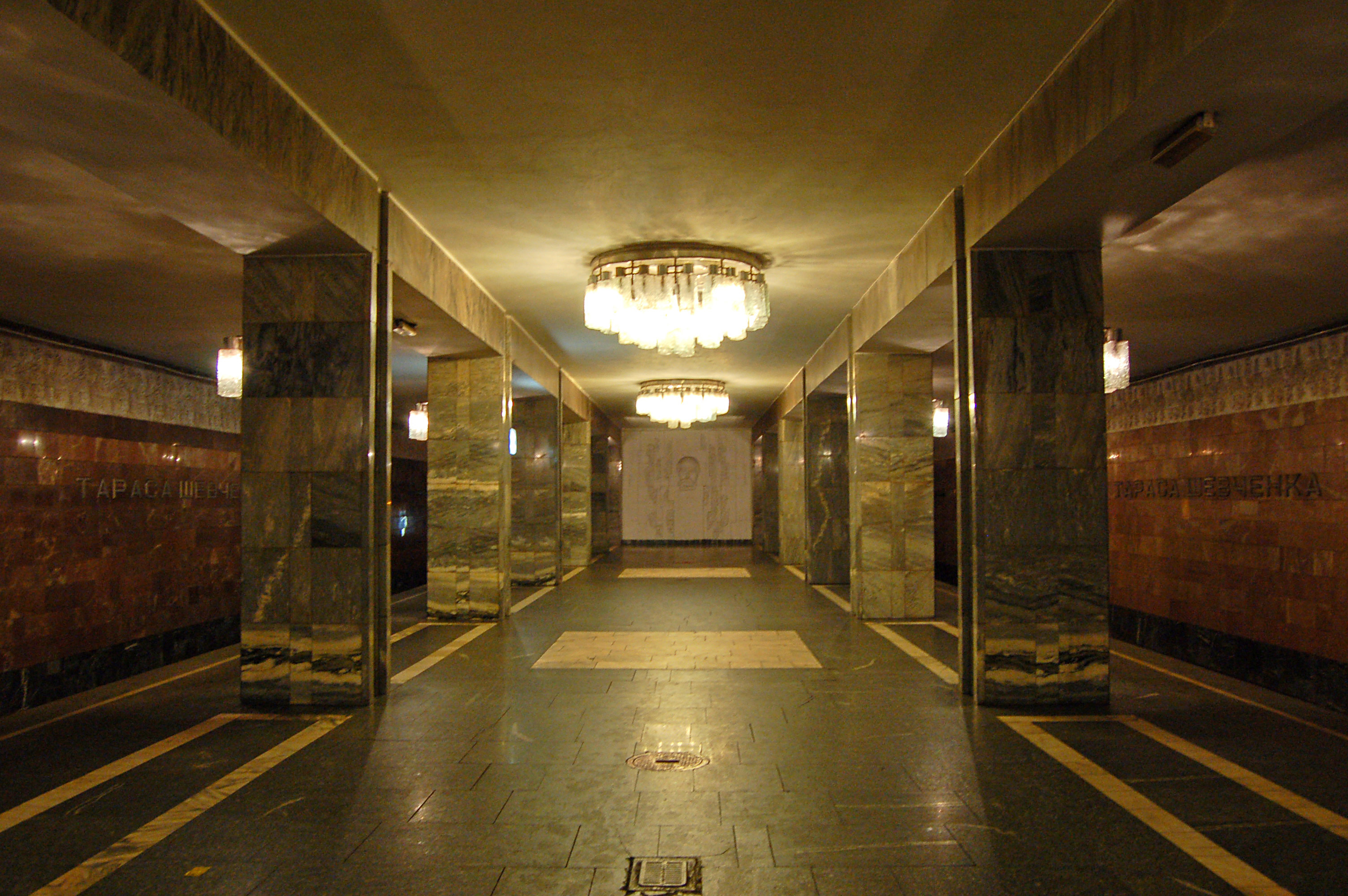
Станція метро «Тараса Шевченка»
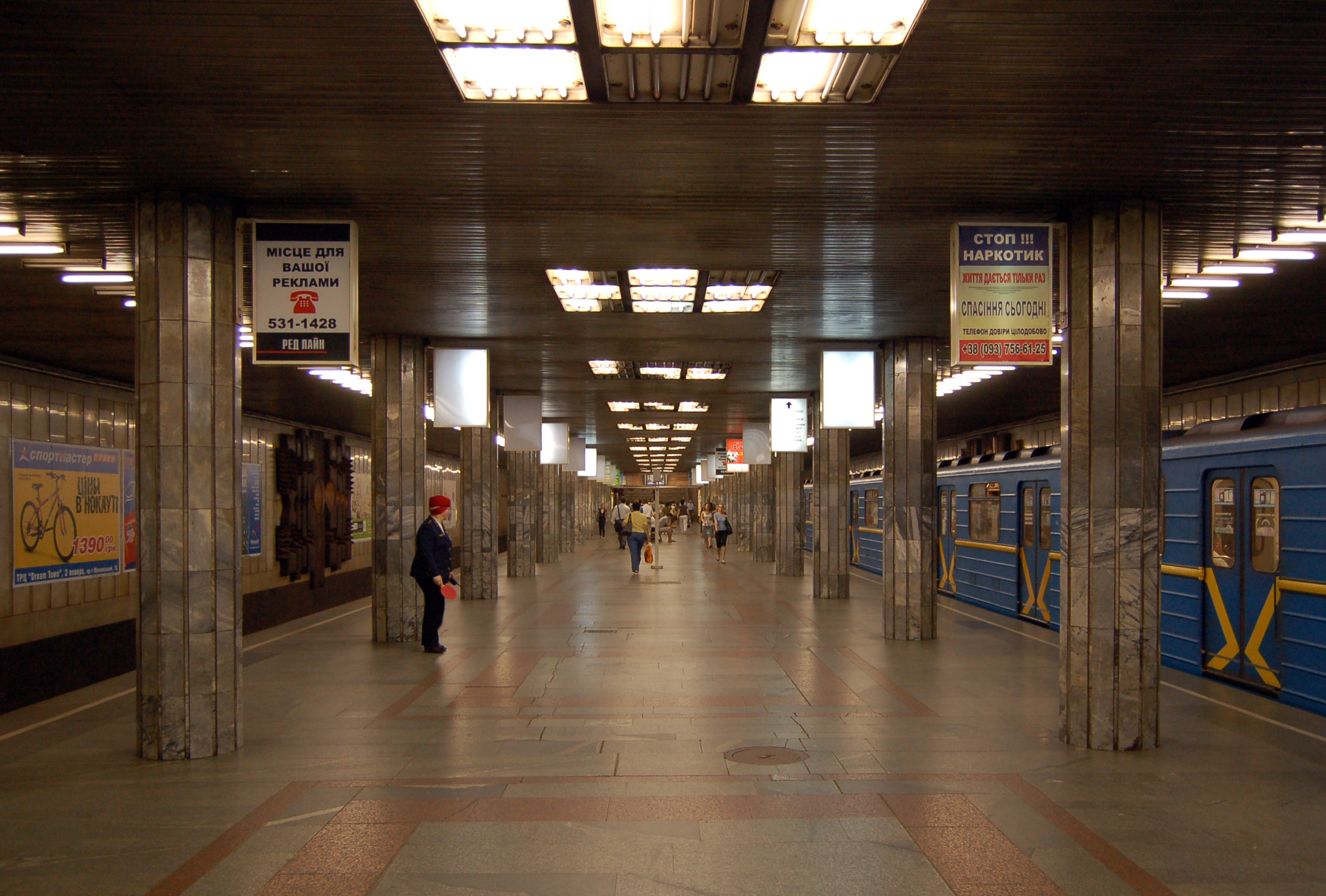
Станція метро «Почайна»

### Житлові будинки, адміністративні та виробничі будівлі, інфраструктурні об'єкти
- Житловий будинок по нинішній Лютеранській вулиці, 3 (1950, відбудова) — пам'ятка архітектури та містобудування місцевого значення.
- Заводоуправління, виробничі корпуса Київського радіозаводу (1950-ті, Київ, Дарниця).
- Реконструкція Палацу культури заводу «Арсенал» по нинішній вулиці Князів Острозьких, 3 (1959) — пам'ятка архітектури та містобудування місцевого значення.
- Житловий будинок по нинішній вулиці Князів Острозьких, 5/2 (1952) — щойно виявлений об'єкт культурної спадщини, архітектура.
- Житлові будинки Київметробуду на Відрадному (1950-ті роки).
- Будинок культури Київметробуду (1953, відбудова, нинішня адреса — Прорізна вулиця, 6).
- Адміністративна будівля Київметробуду (1953, відбудова, нинішня адреса — Прорізна вулиця, 8).
- Адміністративна будівля Київського метрополітену по проспекту Перемоги, 35 (1965, спільно з архітектором Ю. Б. Тягно).
- Одеський морський вокзал, комплекс споруд по обслуговуванню пасажирів (1968; спільно з архітекторами В. С. Богдановським, Т. О. Целіковською).
- Ескалатори біля Потьомкінських сходів, м. Одеса (1971; спільно з архітекторами В. С. Богдановським, Т. О. Целіковською);
- Будівлі душкомбінатів для спорудження станцій метро в Києві (1949–1979).

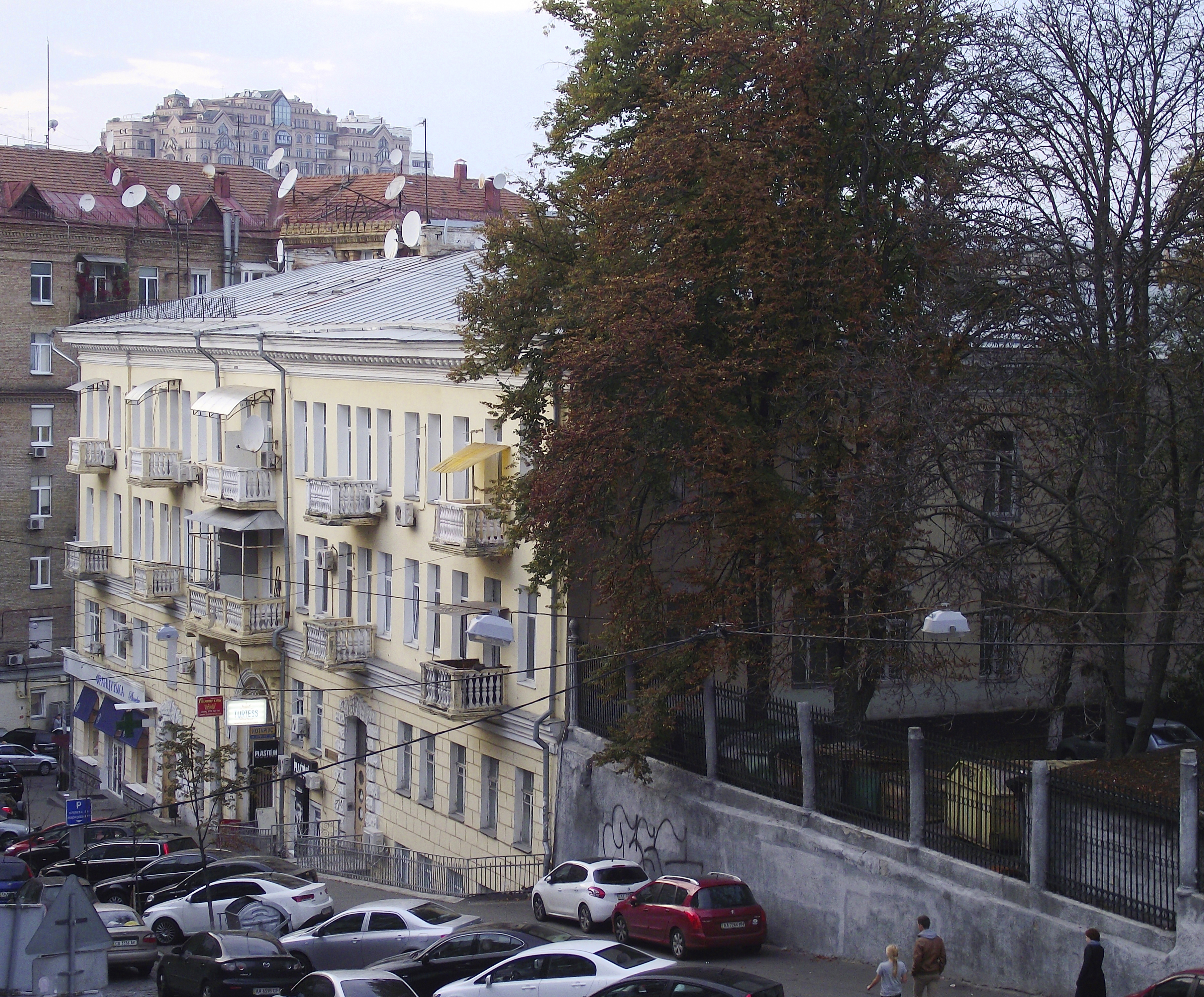
Житловий будинок по Лютеранській вулиці, 3
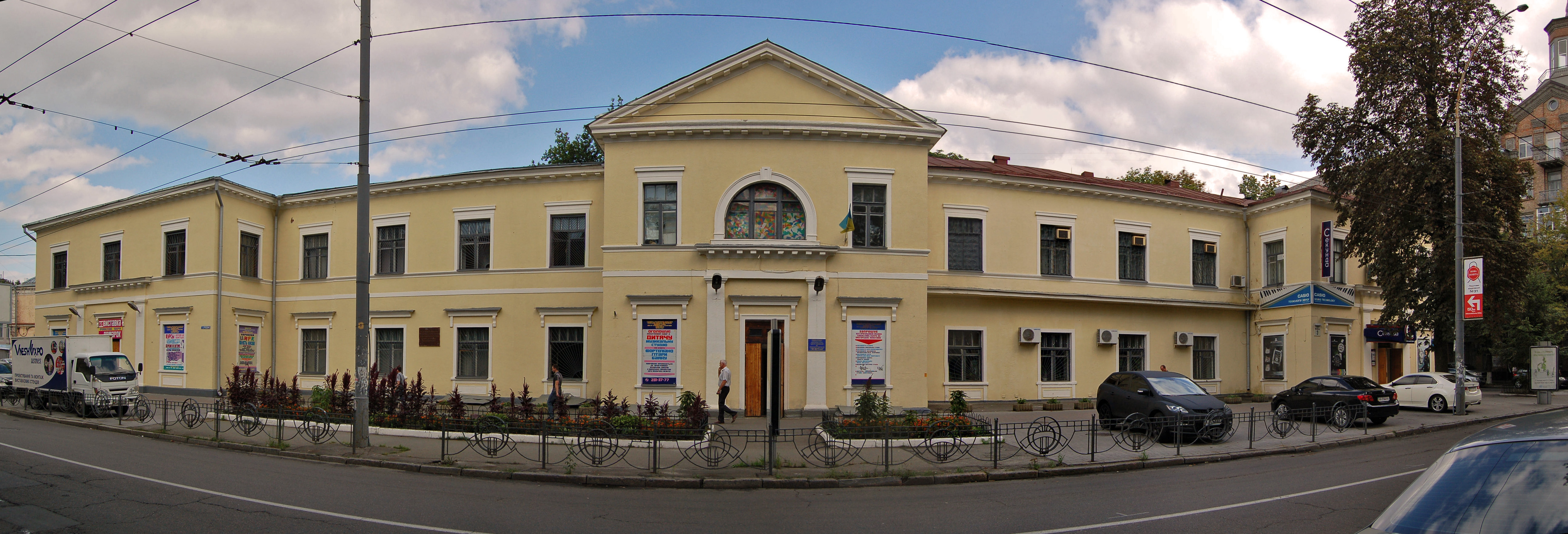
Будинок культури заводу «Арсенал»
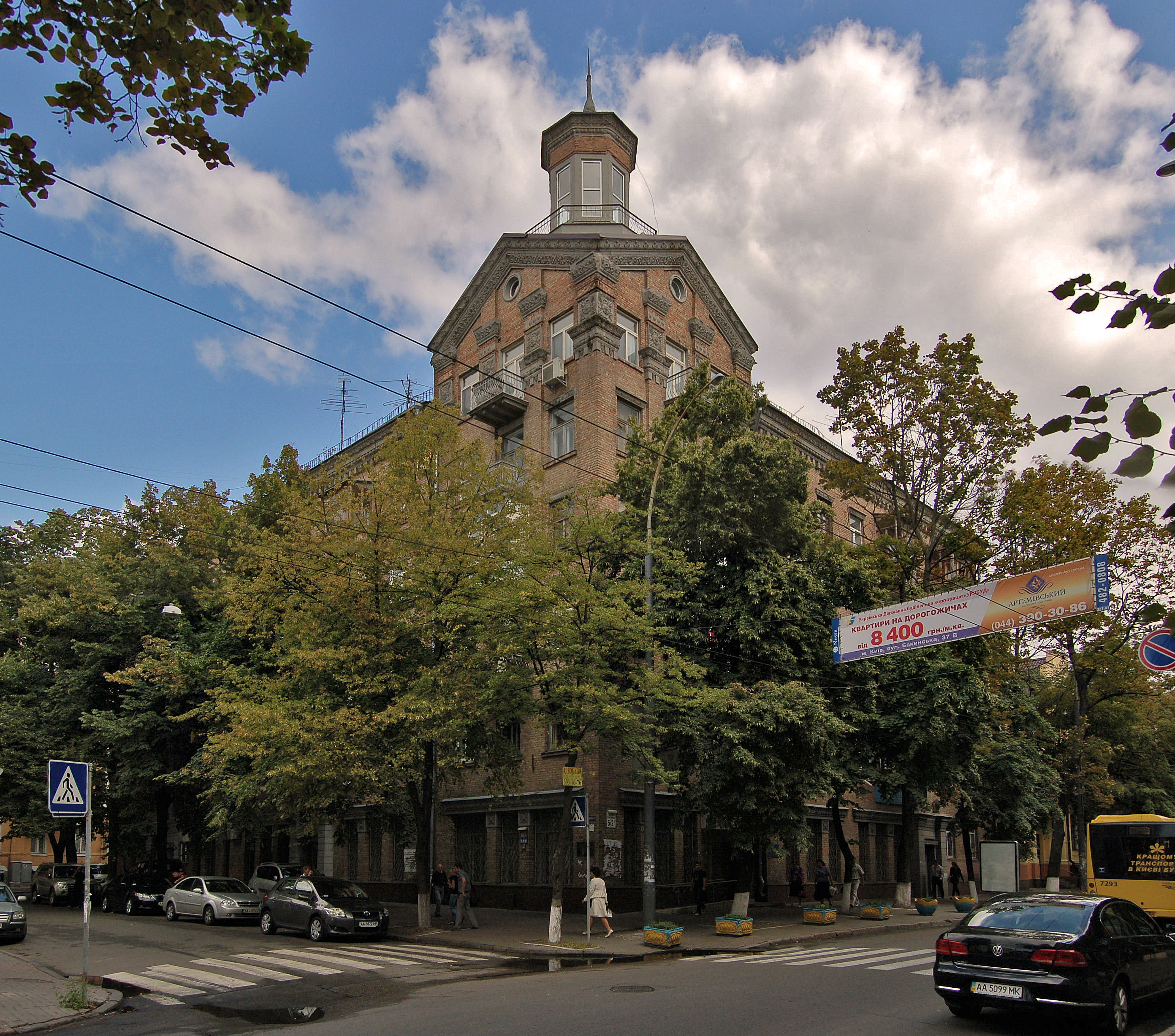
Житловий будинок працівників метробуду по вулиці Князів Острозьких, 5/2

### Пам'ятники
Автор — архітектор пам'ятників:
- О. В. Гіталову, двічі Герою Соціалістичної Праці, с. Комишувате (1961, скульптор М. Д. Декерменджі)[2].
- Василю Боженку в Києві (1967, скульптор В. П. Вінайкін, архітектори — В. С. Богдановський та І. Л. Масленков)
- футболістам київського «Динамо» — учасникам «матчу смерті» в Києві (1971, скульптор І. С. Горовий, архітектори В. С. Богдановський, І. Л. Масленков).
- В. І. Леніну, Київ, Алматинська вулиця, на площі біля прохідної Дарницького вагоноремонтного заводу (1959, скульптор С. С. Андрейченко). Демонтований та перевезений на територію заводу в лютому 2014 року.
- Т. Г. Шевченку в м. Шполі (1961, скульптори М. К. Вронський, О. П. Олійник)
- меморіали загиблим під час Великої Вітчизняної війни (1968, с. Вільшана Черкаської області; 1971, с. Ічня Чернігівської області; 1971, с. Сахнівка Черкаської обл. та ін.)

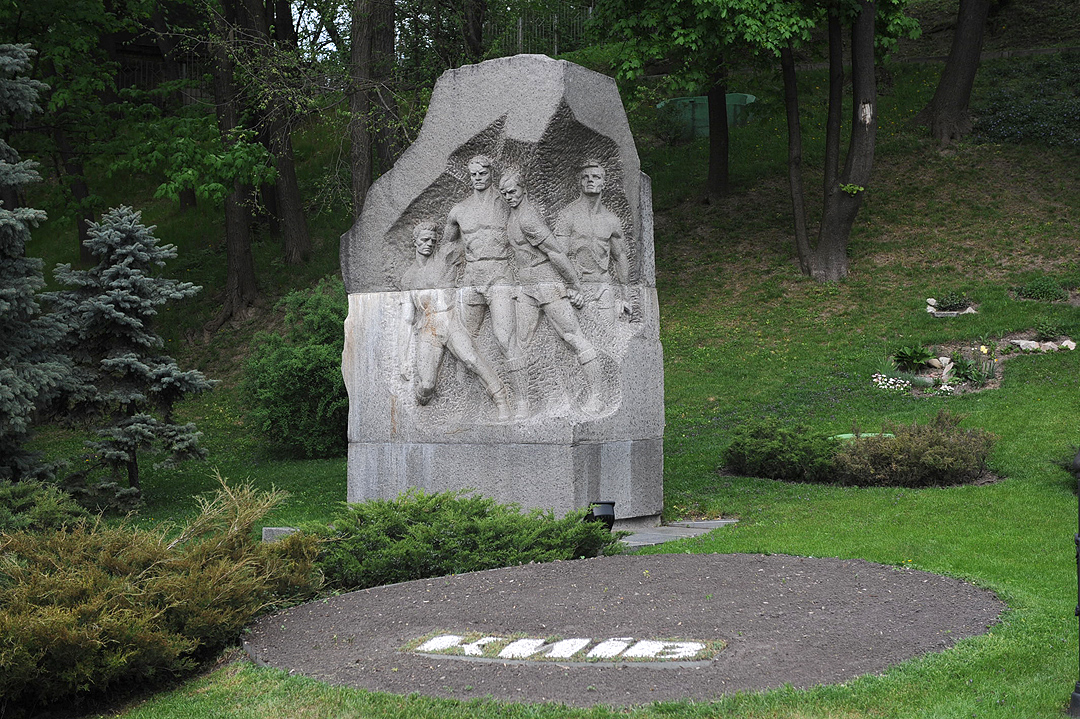
Пам'ятник футболістам київського «Динамо» — учасникам «Матчу смерті»
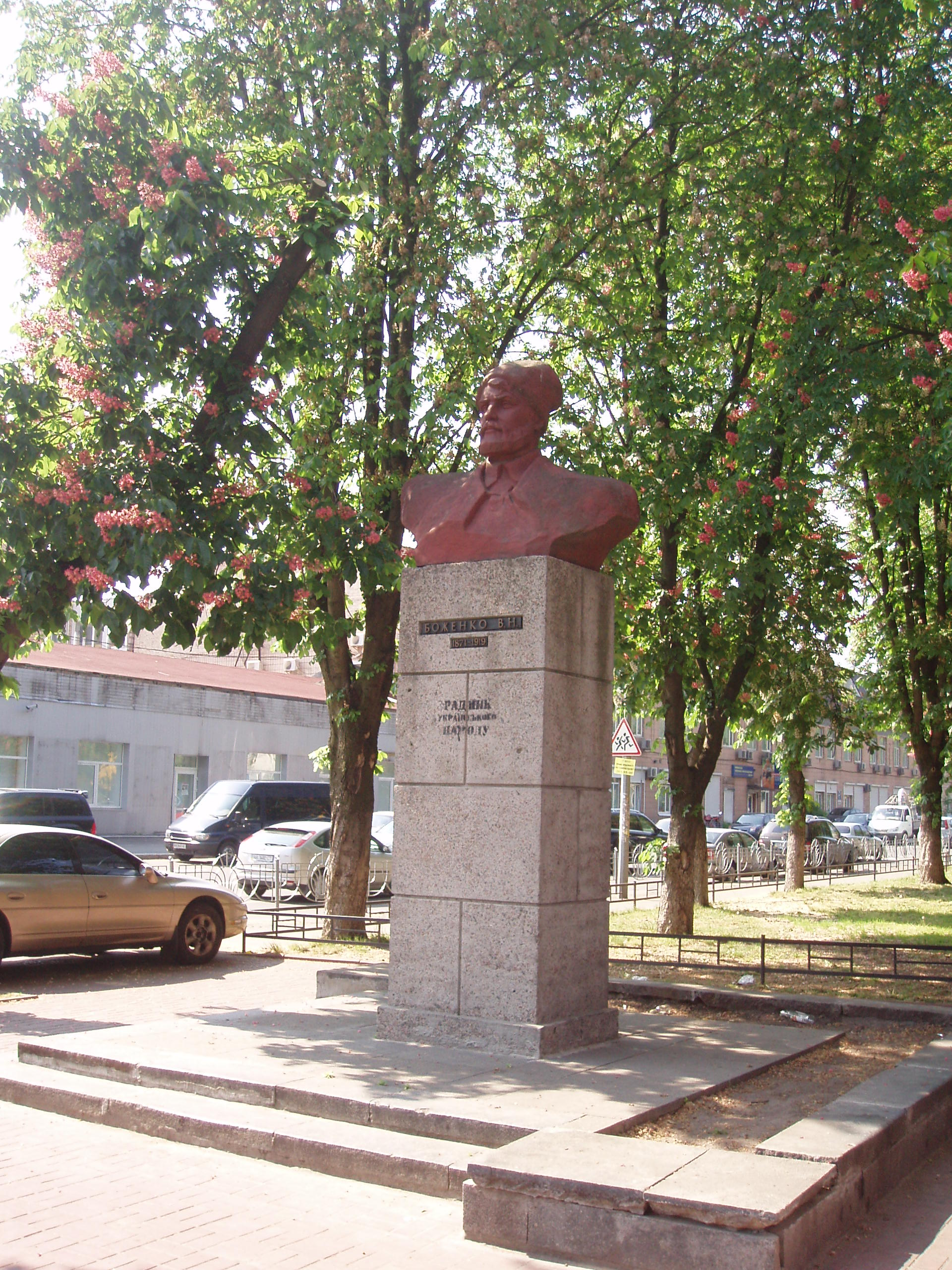
Пам'ятник Василю Боженку
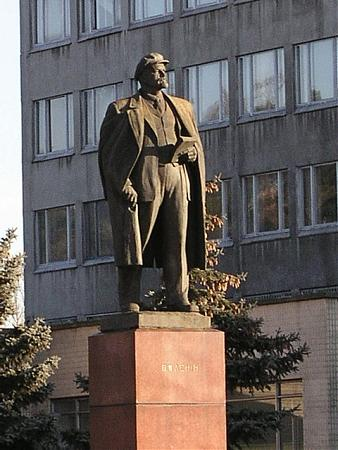
Пам'ятник В. І. Леніну на площі біля ДВРЗ
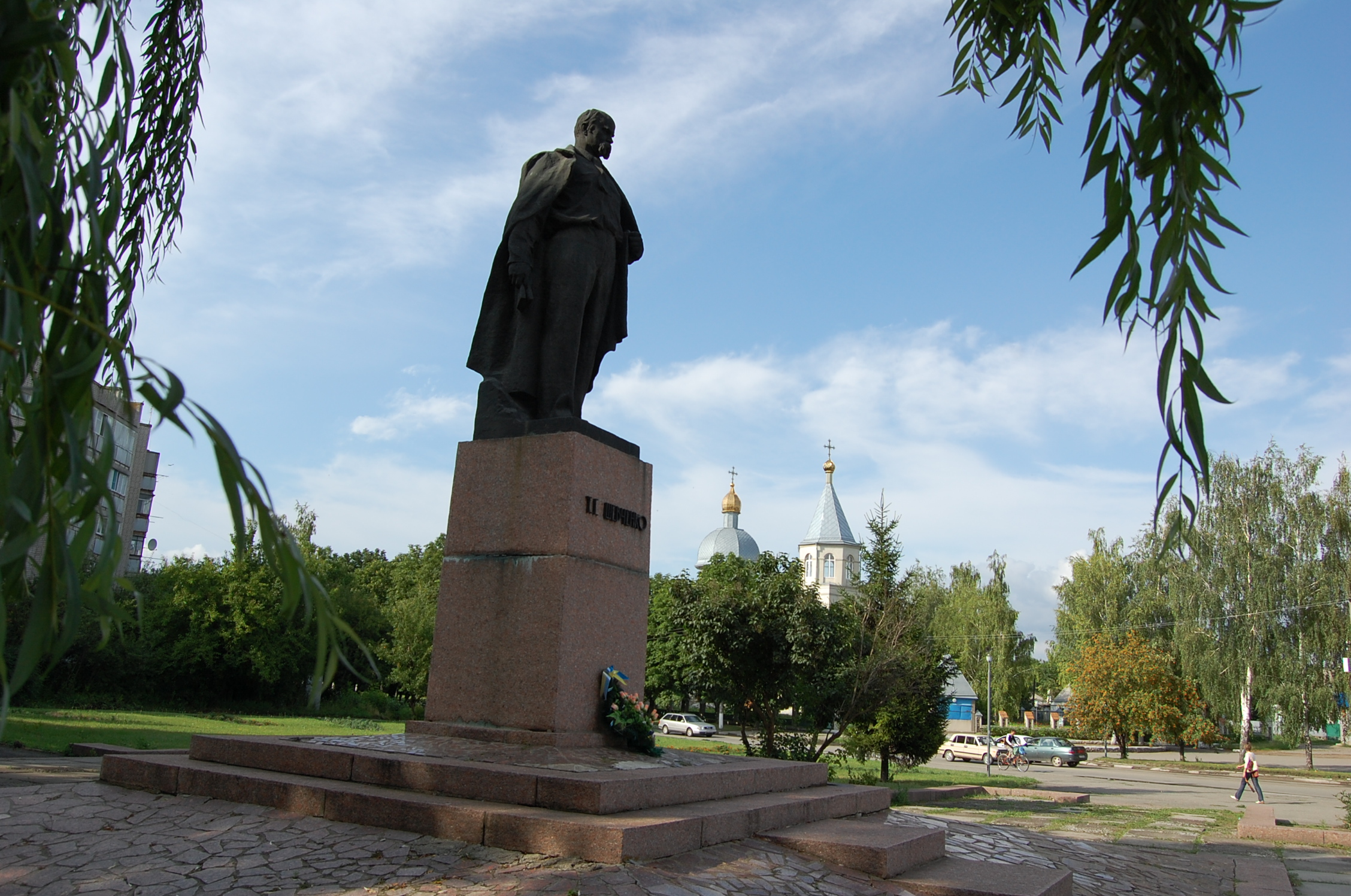
Пам'ятник Тарасові Шевченку в Шполі

## Публікації
- Книга «Київський метрополітен», глава «Архітектура» (1962)
- Статті про Київський метрополітен в журналах: «Будівництво і архітектура», «Городское хозяйство», «Метрострой».

## Родина
- Дружина — Оліварі Світлана Арсеніївна (нар. 1923).
- Дочка — Масленкова Олена Ігорівна (нар. 1947) — кандидат мистецтвознавства, доцент.